# Cheiracanthium nervosum
Cheiracanthium nervosum là một loài nhện trong họ Miturgidae.
Loài này thuộc chi Cheiracanthium. Cheiracanthium nervosum được Eugène Simon miêu tả năm 1909.